# Danh sách đô thị tại Ávila
Đây là danh sách các đô thị ở tỉnh Ávila, trong vùng hành chính Castile và León, Tây Ban Nha.
| Tên gọi                            | Dân số (2002) |
| Adanero                            | 354           |
| La Adrada                          | 2.013         |
| Albornos                           | 234           |
| Aldeanueva de Santa Cruz           | 189           |
| Aldeaseca                          | 327           |
| La Aldehuela                       | 262           |
| Amavida                            | 194           |
| El Arenal                          | 1.061         |
| Arenas de San Pedro                | 6.562         |
| Arevalillo                         | 129           |
| Arévalo                            | 7.549         |
| Aveinte                            | 122           |
| Avellaneda                         | 37            |
| Ávila                              | 50.241        |
| El Barco de Ávila                  | 2.537         |
| El Barraco                         | 2.053         |
| Barromán                           | 243           |
| Becedas                            | 391           |
| Becedillas                         | 153           |
| Bercial de Zapardiel               | 302           |
| Las Berlanas                       | 352           |
| Bernuy-Zapardiel                   | 207           |
| Berrocalejo de Aragona             | 56            |
| Blascomillán                       | 274           |
| Blasconuño de Matacabras           | 20            |
| Blascosancho                       | 155           |
| El Bohodón                         | 181           |
| Bohoyo                             | 439           |
| Bonilla de la Sierra               | 185           |
| Brabos                             | 68            |
| Bularros                           | 109           |
| Burgohondo                         | 1.200         |
| Cabezas de Alambre                 | 214           |
| Cabezas del Pozo                   | 153           |
| Cabezas del Villar                 | 443           |
| Cabizuela                          | 138           |
| Canales                            | 61            |
| Candeleda                          | 5.066         |
| Cantiveros                         | 183           |
| Cardeñosa                          | 550           |
| La Carrera                         | 257           |
| Casas del Puerto de Villatoro      | 111           |
| Casasola                           | 146           |
| Casavieja                          | 1.564         |
| Casillas                           | 791           |
| Castellanos de Zapardiel           | 135           |
| Cebreros                           | 3.223         |
| Cepeda la Mora                     | 134           |
| Cillán                             | 144           |
| Cisla                              | 193           |
| La Colilla                         | 223           |
| Collado de Contreras               | 268           |
| Collado del Mirón                  | 77            |
| Constanzana                        | 179           |
| Crespos                            | 677           |
| Cuevas del Valle                   | 632           |
| Chamartín                          | 111           |
| Diego del Carpio                   | 278           |
| Donjimeno                          | 137           |
| Donvidas                           | 68            |
| Espinosa de los Caballeros         | 103           |
| Flores de Ávila                    | 416           |
| Fontiveros                         | 982           |
| Fresnedilla                        | 93            |
| El Fresno                          | 507           |
| Fuente el Saúz                     | 280           |
| Fuentes de Año                     | 181           |
| Gallegos de Altamiros              | 88            |
| Gallegos de Sobrinos               | 101           |
| Garganta del Villar                | 68            |
| Gavilanes                          | 716           |
| Gemuño                             | 210           |
| Gil García                         | 61            |
| Gilbuena                           | 112           |
| Gimialcón                          | 110           |
| Gotarrendura                       | 173           |
| Grandes y San Martín               | 51            |
| Guisando                           | 639           |
| Gutierre-Muñoz                     | 127           |
| Hernansancho                       | 221           |
| Herradón de Pinares                | 473           |
| Herreros de Suso                   | 213           |
| Higuera de las Dueñas              | 326           |
| La Hija de Dios                    | 103           |
| La Horcajada                       | 756           |
| Horcajo de las Torres              | 746           |
| El Hornillo                        | 401           |
| El Hoyo de Pinares                 | 2.261         |
| Hoyocasero                         | 407           |
| Hoyorredondo                       | 116           |
| Hoyos de Miguel Muñoz              | 47            |
| Hoyos del Collado                  | 44            |
| Hoyos del Espino                   | 446           |
| Hurtumpascual                      | 110           |
| Junciana                           | 101           |
| Langa                              | 582           |
| Lanzahíta                          | 916           |
| El Losar del Barco                 | 128           |
| Los Llanos de Tormes               | 118           |
| Madrigal de las Altas Torres       | 1.951         |
| Maello                             | 646           |
| Malpartida de Corneja              | 191           |
| Mamblas                            | 273           |
| Mancera de Arriba                  | 136           |
| Manjabálago                        | 62            |
| Marlín                             | 41            |
| Martiherrero                       | 187           |
| Martínez                           | 226           |
| Mediana de Voltoya                 | 116           |
| Medinilla                          | 200           |
| Mengamuñoz                         | 66            |
| Mesegar de Corneja                 | 113           |
| Mijares                            | 933           |
| Mingorría                          | 506           |
| El Mirón                           | 234           |
| Mironcillo                         | 133           |
| Mirueña de los Infanzones          | 175           |
| Mombeltrán                         | 1.130         |
| Monsalupe                          | 88            |
| Moraleja de Matacabras             | 70            |
| Muñana                             | 550           |
| Muñico                             | 139           |
| Muñogalindo                        | 437           |
| Muñogrande                         | 101           |
| Muñomer del Peco                   | 124           |
| Muñopepe                           | 101           |
| Muñosancho                         | 155           |
| Muñotello                          | 117           |
| Narrillos del Álamo                | 151           |
| Narrillos del Rebollar             | 69            |
| Narros de Saldueña                 | 164           |
| Narros del Castillo                | 229           |
| Narros del Puerto                  | 46            |
| Nava de Arévalo                    | 991           |
| Nava del Barco                     | 166           |
| Navacepedilla de Corneja           | 132           |
| Navadijos                          | 55            |
| Navaescurial                       | 79            |
| Navahondilla                       | 167           |
| Navalacruz                         | 277           |
| Navalmoral                         | 546           |
| Navalonguilla                      | 423           |
| Navalosa                           | 473           |
| Navalperal de Pinares              | 783           |
| Navalperal de Tormes               | 131           |
| Navaluenga                         | 2.041         |
| Navaquesera                        | 55            |
| Navarredonda de Gredos             | 466           |
| Navarredondilla                    | 291           |
| Navarrevisca                       | 369           |
| Navas del Marqués (Las)            | 4.354         |
| Navatalgordo                       | 358           |
| Navatejares                        | 88            |
| Neila de San Miguel                | 113           |
| Niharra                            | 195           |
| Ojos-Albos                         | 60            |
| Orbita                             | 100           |
| El Oso                             | 229           |
| Padiernos                          | 245           |
| Pajares de Adaja                   | 187           |
| Palacios de Goda                   | 494           |
| Papatrigo                          | 332           |
| El Parral                          | 130           |
| Pascualcobo                        | 47            |
| Pedro Bernardo                     | 1.194         |
| Pedro-Rodríguez                    | 223           |
| Peguerinos                         | 299           |
| Peñalba de Ávila                   | 129           |
| Piedrahíta                         | 2.096         |
| Piedralaves                        | 2.100         |
| Poveda                             | 83            |
| Poyales del Hoyo                   | 672           |
| Pozanco                            | 56            |
| Pradosegar                         | 162           |
| Puerto Castilla                    | 147           |
| Rasueros                           | 321           |
| Riocabado                          | 203           |
| Riofrío                            | 330           |
| Rivilla de Barajas                 | 94            |
| Salobral                           | 130           |
| Salvadiós                          | 118           |
| San Bartolomé de Béjar             | 71            |
| San Bartolomé de Corneja           | 99            |
| San Bartolomé de Pinares           | 724           |
| San Esteban de los Patos           | 47            |
| San Esteban de Zapardiel           | 68            |
| San Esteban del Valle              | 882           |
| San García de Ingelmos             | 151           |
| San Juan de Gredos                 | 386           |
| San Juan de la Encinilla           | 125           |
| San Juan de la Nava                | 657           |
| San Juan del Molinillo             | 338           |
| San Juan del Olmo                  | 168           |
| San Lorenzo de Tormes              | 52            |
| San Martín de la Vega del Alberche | 287           |
| San Martín del Pimpollar           | 300           |
| San Miguel de Corneja              | 101           |
| San Miguel de Serrezuela           | 200           |
| San Pascual                        | 52            |
| San Pedro del Arroyo               | 504           |
| San Vicente de Arévalo             | 228           |
| Sanchidrián                        | 769           |
| Sanchorreja                        | 139           |
| Santa Cruz de Pinares              | 206           |
| Santa Cruz del Valle               | 552           |
| Santa María de los Caballeros      | 133           |
| Santa María del Arroyo             | 131           |
| Santa María del Berrocal           | 543           |
| Santa María del Cubillo            | 396           |
| Santa María del Tiétar             | 428           |
| Santiago del Collado               | 271           |
| Santiago del Tormes                | 233           |
| Santo Domingo de las Posadas       | 90            |
| Santo Tomé de Zabarcos             | 104           |
| La Serrada                         | 143           |
| Serranillos                        | 389           |
| Sigeres                            | 73            |
| Sinlabajos                         | 213           |
| Solana de Ávila                    | 203           |
| Solana de Rioalmar                 | 281           |
| Solosancho                         | 1.031         |
| Sotalbo                            | 276           |
| Sotillo de la Adrada               | 3.691         |
| El Tiemblo                         | 3.641         |
| Tiñosillos                         | 789           |
| Tolbaños                           | 127           |
| Tormellas                          | 107           |
| Tornadizos de Ávila                | 367           |
| La Torre                           | 397           |
| Tórtoles                           | 112           |
| Umbrías                            | 158           |
| Vadillo de la Sierra               | 138           |
| Valdecasa                          | 107           |
| Vega de Santa María                | 142           |
| Velayos                            | 249           |
| Villaflor                          | 164           |
| Villafranca de la Sierra           | 189           |
| Villanueva de Ávila                | 388           |
| Villanueva de Gómez                | 160           |
| Villanueva del Aceral              | 177           |
| Villanueva del Campillo            | 194           |
| Villar de Corneja                  | 78            |
| Villarejo del Valle                | 496           |
| Villatoro                          | 234           |
| Viñegra de Moraña                  | 95            |
| Vita                               | 113           |
| Zapardiel de la Cañada             | 169           |
| Zapardiel de la Ribera             | 130           |